# Encore un soir (album)
Pour les articles homonymes, voir Encore un soir.
Albums de Céline Dion
Céline... une seule fois : Live 2013
(2014)
Singles
1. Encore un soir
Sortie : 24 mai 2016
2. L'Étoile
Sortie : 11 octobre 2016
3. Si c’était à refaire
Sortie : 14 octobre 2016
4. Les yeux au ciel
Sortie : février 2017

Encore un soir est le trente-quatrième album de Céline Dion. 
Il est sorti le 26 août 2016 et tire son nom de la chanson Encore un soir, présente sur l'album. Il est composé de douze titres et de trois chansons bonus sur la version deluxe. Il faut aussi noter la présence du titre trois heures vingt qui est une ancienne chanson de Céline Dion déjà parue en 1984 sur l'album Mélanie.

## Single
Encore un soir est le premier single, écrit par Jean-Jacques Goldman à la demande de la chanteuse. Le titre, dévoilé le 24 mai 2016, rend hommage à René Angélil, le mari de Céline Dion mort le 14 janvier 2016. Un clip a été tourné par la chanteuse, le 8 juillet 2016, Avenue Kléber à Paris, alors qu'elle était en France pour une série de concerts à l'AccorHotels Arena. Il fait suite à une version audio mise en ligne sur le compte Vevo de la star ainsi que d'une lyrics vidéo.

## Liste des titres
| 1.    | Plus qu'ailleurs        | Serge Lama, Francis Cabrel                                                      | 3:39 |
| 2.    | L'Étoile                | Grand Corps Malade, Manon Romiti, Silvio Lisbonne, Florent Mothe                | 3:14 |
| 3.    | Ma Faille               | Zaho, Ludovic Carquet, Therry Marie-Louise, Flavien Compagnon, Giorgio Tuinfort | 3:51 |
| 4.    | Encore un soir          | Jean-Jacques Goldman                                                            | 4:23 |
| 5.    | Je nous veux            | Nelson Minville, Marc Dupré                                                     | 3:58 |
| 6.    | Les Yeux au ciel        | Grand Corps Malade, Romiti, Lisbonne, Florent Mothe                             | 2:57 |
| 7.    | Si c'était à refaire    | Alice Guiol, Jacques Veneruso                                                   | 3:52 |
| 8.    | Ordinaire               | Claudine Monfette, Robert Charlebois, Pierre Nadeau                             | 4:44 |
| 9.    | Tu sauras               | Zaho, Ludovic Carquet, Therry Marie Louise, Giorgio Tuinfort                    | 3:26 |
| 10.   | Toutes ces choses       | Minville, Dupré                                                                 | 3:24 |
| 11.   | Le Bonheur en face      | Romiti, Lisbonne, Florent Mothe                                                 | 2:55 |
| 12.   | À la plus haute branche | Daniel Picard                                                                   | 4:50 |
| 13.   | À vous                  | Zaho, Ludovic Carquet, Therry Marie-Louise                                      | 3:46 |
| 14.   | Ma force                | Vianney                                                                         | 4:14 |
| 15.   | Trois heures vingt      | Eddy Marnay, Patrick Lemaitre                                                   | 3:38 |
| 56:51 |                         |                                                                                 |      |

## Collaborations
Pour son nouveau disque, Céline Dion a donc sollicité Jean-Jacques Goldman mais aussi des artistes tels que Zaho (qui signe les titres Ma faille, Tu sauras et À vous), Serge Lama et Francis Cabrel (qui signent à deux le titre Plus qu'ailleurs), le jeune chanteur Vianney (qui signe Ma force), Grand Corps Malade (à qui l'on doit Les yeux au ciel et L'étoile) ou encore Daniel Picard (qui signe À la plus haute branche, chanson choisie parmi 4 000 titres après un concours). Céline Dion a également repris le titre Ordinaire, chanté à l'origine par Robert Charlebois et sorti en 1970.

## Charts
La semaine de sa sortie, Encore un soir s'écoule à 216 555 exemplaires en France, se retrouvant alors en première position. La même semaine, le disque se classe premier en Belgique ainsi qu'en Suisse, troisième en Italie, deuxième à Taïwan, septième aux Pays-Bas... 
Au Québec, le disque s'est vendu à 57 085 exemplaires la première semaine et à 60 175 exemplaires sur le Canada. En deuxième semaine, le disque conserve sa première place en France et cumule 302 696 exemplaires vendus. Pour sa troisième semaine, le disque s'accroche encore en première place et cumule 357 595 exemplaires vendus. Au bout d'un mois, 389 445 copies ont été vendues en France. En sixième semaine, le total se monte à 433 142 exemplaires. 
Le 15 novembre 2016, l'album Encore un soir devient disque de diamant avec 500 000 ventes en France. La chanson Encore un soir est certifiée single de platine.
Le 23 décembre 2016, les ventes de l'album Encore un soir se chiffrent à plus de 800 000 exemplaires dans le monde, ce qui en fait l'un des albums les plus vendus de l'année. En France, il est le deuxième album le plus vendu en 2016, avec 662 047 exemplaires vendus.

## Certifications
| pays     | association      | statut     | ventes/estimation |
| -------- | ---------------- | ---------- | ----------------- |
| Belgique | BEA              | platine    | 20 000            |
| Canada   | Music Canada     | 2x platine | 160 000           |
| France   | SNEP             | diamant    | 500 000           |
| Suisse   | IFPI Switzerland | platine    | 15 000            |